# Niigata Stadium
Niigata Stadium är en idrottsarena i Niigata i Japan som kan användas för fotboll, friidrott och konserter.